# Gianluigi Colalucci
Gianluigi Colalucci (Roma, 1929-Ibidem, 28 de marzo de 2021) fue un restaurador y académico italiano más conocido por ser el principal restaurador de la Capilla Sixtina en la Ciudad del Vaticano de 1980 a 1994.

## Biografía

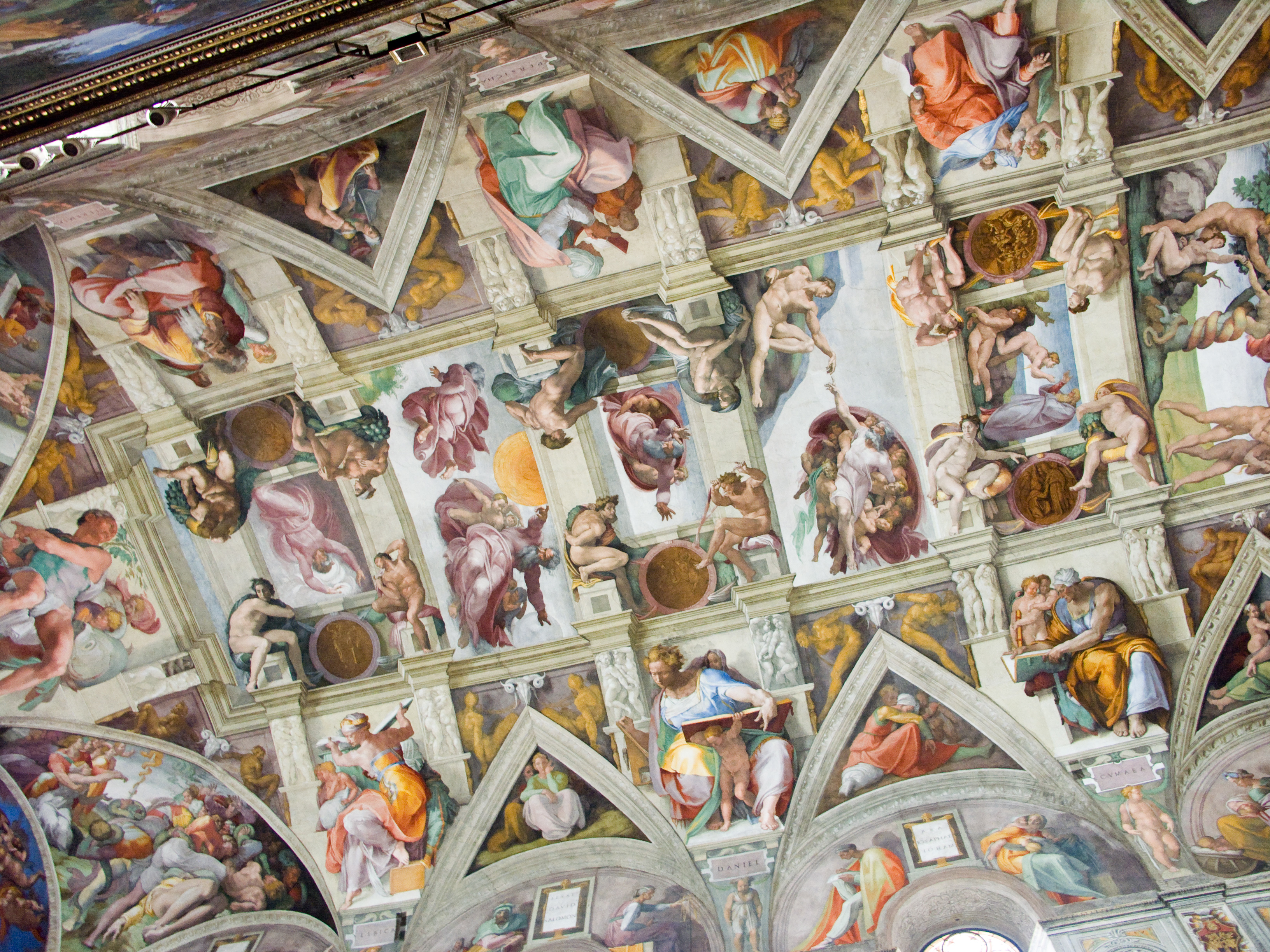
Una sección posterior a la restauración del techo de la Capilla Sixtina.

Colalucci nació en Roma en 1929. Era hijo de un abogado. Colalucci se graduó en restauración de pintura sobre madera, mural y lienzo, en el Istituto Centrale del Restauro en 1953.

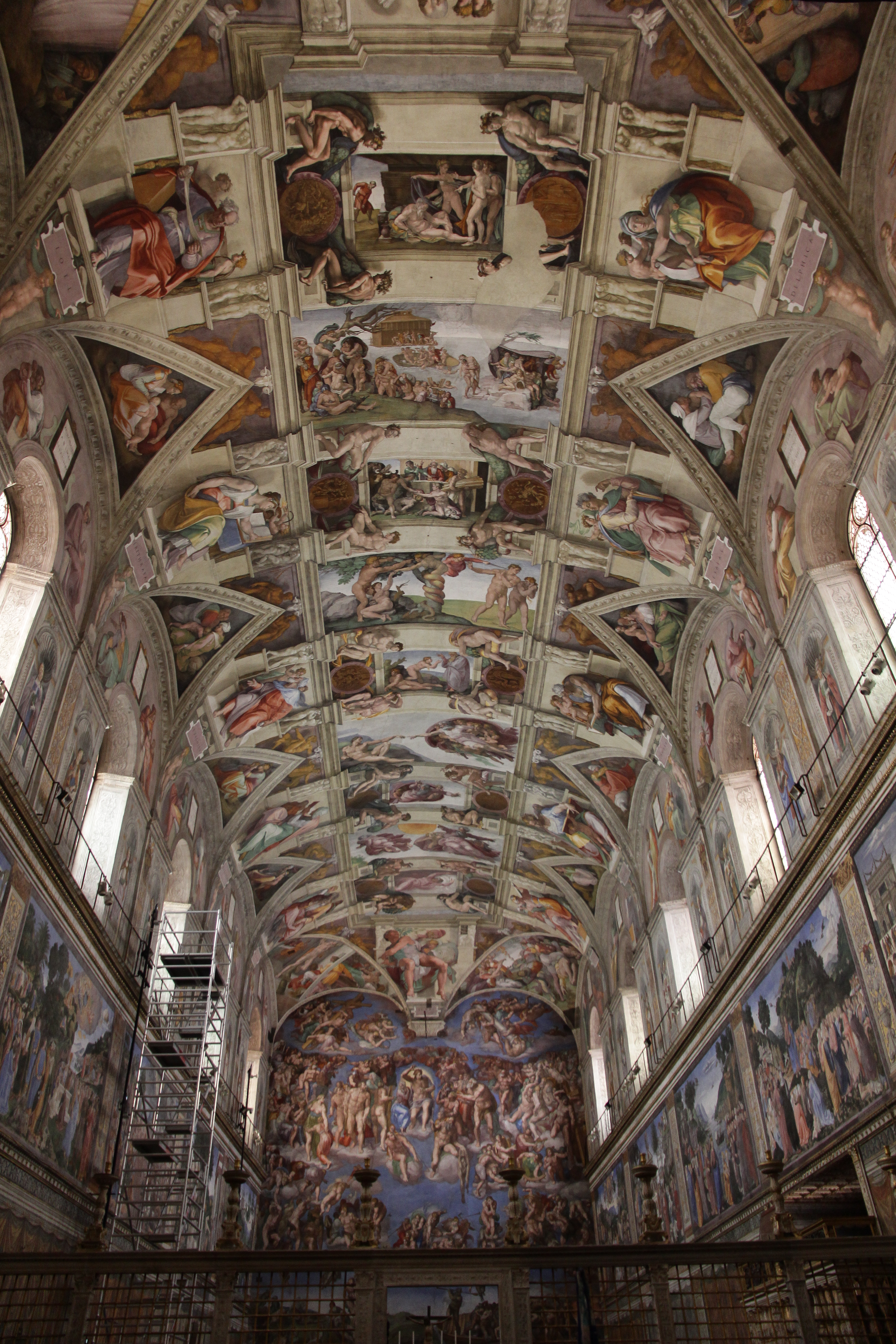
El techo de la Capilla Sixtina junto con el Juicio Final al final de la capilla.

Colalucci dirigió la restauración de los frescos de la Capilla Sixtina entre 1980 y 1994, dirigiendo un equipo de doce personas, eliminando siglos de humo y polvo que habían opacado los frescos. Sus obras incluyeron la restauración de la obra de Miguel Ángel, El juicio final y el techo abovedado de la Capilla Sixtina también pintado por Miguel Ángel. La restauración consistió en reponer las partes de pigmento desprendidas y lavar la pintura oscurecida con solventes y agua destilada para resaltar el brillo de los colores, a partir del cielo lapislázuli.
Los Museos Vaticanos atribuyeron el actual "esplendor deslumbrante" de las obras al esfuerzo de restauración de Colalucci, con un colaborador de Queen's Quarterly sugiriendo que "todos los libros sobre Miguel Ángel ahora tendrían que ser reescritos" debido a los colores vibrantes que ahora son visibles. Además de la eliminación del humo y el polvo, las hojas y ramas pintadas para cubrir los genitales dentro de los frescos aproximadamente tres siglos después de que fueran removidos, revirtiendo parte de lo que se ha denominado la "campaña de la hoja de parra".
Por su trabajo de restauración de los frescos de la Capilla Sixtina, en 1991 obtuvo el título honorífico de doctor honoris causa por la Universidad de Nueva York, y el mismo título en 1995 por la Universidad Politécnica de Valencia. Fue consultor de la Universidad de Lérida.
Escribió varios libros y artículos, además de enseñar sobre la restauración de frescos. Restauró obras de Rafael, Giotto, Tiziano y Buonamico Buffalmacco, entre otros. Desde 2009, trabajó como director técnico de restauración con el Camposanto Monumentale di Pisa, incluyendo la supervisión de trabajos como la restauración de El triunfo de la muerte de Buffalmacco, que luego fue reubicado en su ubicación original.

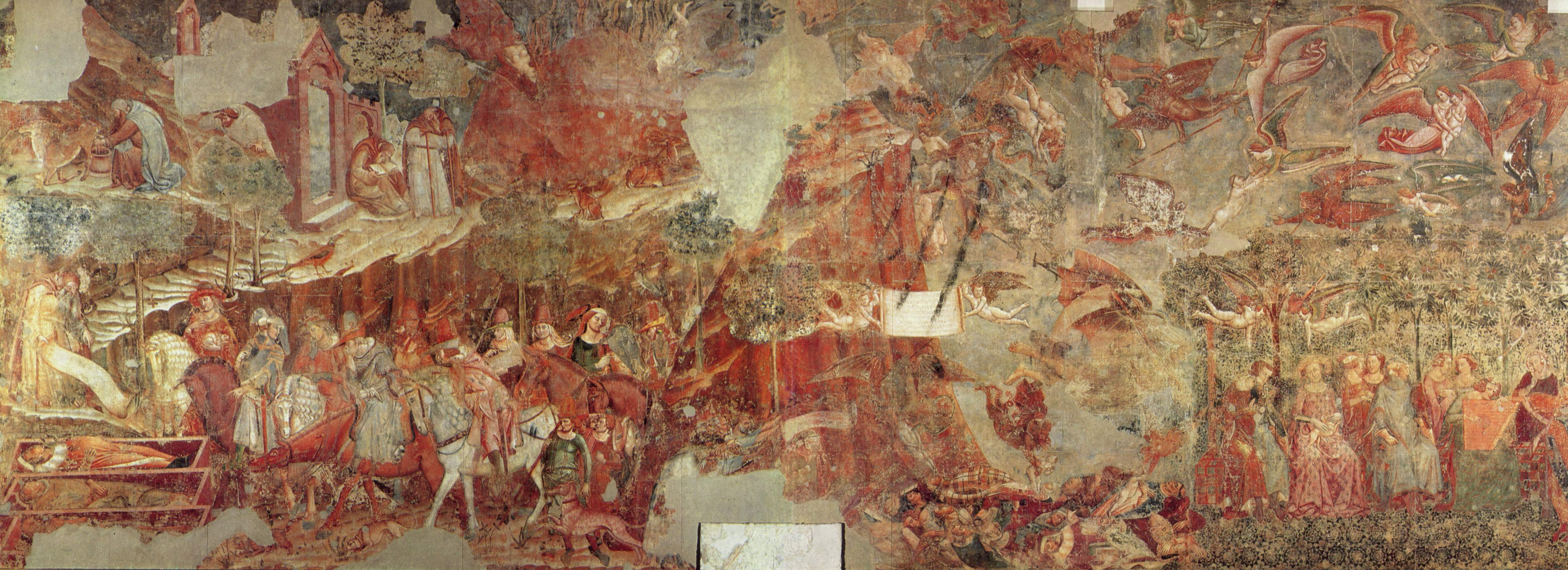
El triunfo de la muerte de Buffalmacco, antes de la restauración.

En sus últimos años continuó dando consejos sobre los esfuerzos de restauración y conservación relacionados con la Capilla Sixtina, incluida la Sala de Constantino.

## Vida personal
Su esposa Daniela también es conservadora, con un hijo que ha trabajado como restaurador y el otro es licenciado en Historia del Arte.
Falleció el 28 de marzo de 2021 a la edad de 92 años. Él y su esposa Daniela habían recibido un recorrido privado por los museos junto con la directora de los Museos Vaticanos, Barbara Jatta, "solo unos días" antes de su deceso.

## Trabajos seleccionados
- Capilla Sixtina: una restauración gloriosa,ISBN 978-0810981768
- Miguel Ángel: Los frescos del Vaticano,ISBN 978-0789201423